# Grant County (Kansas)
Grant County je okres ve státě Kansas v USA. K roku 2010 zde žilo 7 829 obyvatel. Správním městem okresu je Ulysses. Celková rozloha okresu činí 1 489 km².